# Czy Pani mieszka sama?
Czy Pani mieszka sama? – popularna piosenka rozrywkowa skomponowana przed II wojną światową wojną przez Zygmunta Karasińskiego przy współpracy z Szymonem Kataszką. Słowa napisał Andrzej Włast. Ponownie popularna od lat 50., spopularyzowana przez piosenkarza Olgierda Buczka, a następnie wykonywana m.in. przez Jerzego Połomskiego oraz Bohdana Łazukę z Hanną Orsztynowicz.  